# 셀레우코스 3세 케라우노스
셀레우코스 3세 소테르(그리스어: Σέλευκος Γ' Σωτὴρ, 기원전 243년경 ~ 기원전 223년)는 셀레우코스 케라우노스(Σέλευκος Κεραυνός)라고도 불리며 셀레우코스 제국의 지배자이며 셀레우코스 2세 칼리니코스의 장남이었다. 3년간의 짧은 기간 동안 밖에 왕국을 통치하지 못했는데(225 BC-223 BC) 그는 즉위하자마자 페르가몬 왕국과 전쟁을 이어받았다. 하지만 소아시아에서 아탈로스 1세의 페르가몬 왕국과의 전쟁 중 자신의 군대의 반란에 암살당한다.
그의 공식적인 별칭인 소테르는 '구원자'라는 뜻이고 별명 케라우노스는 '천둥'을 뜻한다.
| 전임 셀레우코스 2세 칼리니코스 | 제5대 셀레우코스 왕 기원전 225년 - 기원전 223년 | 후임 안티오쿠스 3세 대왕 |